# Юстус Сустерманс
Юстус Сустерманс (на нидерландски: Justus Sustermans; на италиански: Giusto Sustermans; * 28 септември 1597 в Антверпен; † 23 април 1681 във Флоренция) е фламандски художник от епохата на барока.
Сустерманс е преди всичко известен с портретите му на членове от фамилията Медичи, на които е дворцов художник.
Той следва първо във Фландрия и Антверпен, след това отива да следва при портретисти под патронажа на Медичите във Флоренция.

## Избрани произведения
- Портрет на велик херцог Фердинандо II де Медичи от Тоскана и съпругата му Витория дела Ровере, (National Gallery, Лондон)
- Портрет на кардинал Карло де Медичи, (Museo Poldi Pezzoli, Милано)
- Винченцо II Гонзага, владетел на Мантуа от 1587 до 1612, с ордена Реденторе
- Портрет на Галилео Галилей, (National Maritime Museum, Гринуич)
- Портрет на Галилео Галилей, (Уфици, Флоренция)